# Єрьоминська (Вельський район)
Єрьоминська (рос. Ерёминская) — присілок в Вельському районі Архангельської області Російської Федерації.
Населення становить 97 осіб. Входить до складу муніципального утворення Усть-Вельське муніципальне утворення.

## Історія
Від 1937 року належить до Архангельської області.
Від 2004 року належить до муніципального утворення Усть-Вельське муніципальне утворення.

## Населення
| 2002 | 2010 | 2012 | 2014 |
| ---- | ---- | ---- | ---- |
| 94   | ↘82  | →82  | ↗97  |